# Петелињек (Ново Место)
Петелињек (словен. Petelinjek) је насељено место у општини Ново Место, регија Југоисточна Словенија, Словенија.

## Историја
До територијалне реорганизације у Словенији био је у саставу старе општине Ново Место.

## Становништво
У попису становништва из 2011. године, Петелињек је имао 217 становника.
| Број становника према пописима | Број становника према пописима | Број становника према пописима |
| ------------------------------ | ------------------------------ | ------------------------------ |
| 1991                           | 2002                           | 2011                           |
| 148                            | 164                            | 217                            |

Напомена: Године 1984. настала издвајањем делова из насеља Потов Врх, Села при Ратежу и Смолење вас.